# East End Lions
East End Lions is een Sierra Leoonse voetbalclub uit hoofdstad Freetown. Het is na aartsrivaal Mighty Blackpool de meest succesvolle club van het land.

## Erelijst
Landskampioen
1977, 1980, 1985, 1992, 1993, 1994, 1997, 1999, 2005, 2009, 2010
Beker van Sierra Leone
1973, 1980, 1989

## Bekende spelers
- Gibrilla Woobay
- Ibrahim Kargbo
- Samuel Barlay
- Mustapha Sama
- Umaru Rahman

East End Lions · Mighty Blackpool · Diamond Stars · Wusum Stars · Bo Rangers · Kallon FC · Golden Dragons · Central Parade · Mount Aureol · Ports Authority · Old Edwardians · Nepean Stars · Gem Stars · Golf Leopards